# Sandoná
Sandoná es un municipio colombiano ubicado en el departamento de Nariño. Su cabecera municipal se sitúa sobre la meseta de Paltapamba, hoy meseta de Sandoná, a una altitud de 1848 metros sobre el nivel del mar, al pie de la cascada de Belén y a una distancia de 48 kilómetros de San Juan de Pasto, por la vía circunvalar del Galeras.

## Historia
En la época prehispánica, el territorio del actual municipio de Sandoná fue habitado por los indígenas quillasingas. La voz quillasinga proviene del quechua killa ‘luna’ y singa ‘nariz’, literalmente, ‘nariz de luna’. Como también la otra denominación Killa igual a: Oio, hueco, guaico. Traducido al castellano sería Hombre del Guaico.
Con el proceso de colonización, las tierras y los indígenas fueron entregados a los encomenderos, quienes se comprometían a enseñarles español y el adoctrinamiento. Entre los españoles o sus descendientes más inmediatos, que obtuvieron tierras a mediados del siglo xvi en la región del huaico, donde se sitúa Sandoná, están: Juan Rodríguez de Aragón, capitán conquistador; Sebastián de Belalcázar; Alonso de Roales; Rodrigo Guerrero, capitán conquistador, Francisco de Herasso, capitán encomendero y regidor de Pasto; Comunidad de Dominicos, Alonso de Argüello. Padre Diego de Bermúdez, doctrinero de Ancuya, Orden de la Inmaculada Concepción; Alonso de Nieto, conquistador y poblador de Pasto. Los diferentes predios que conformaban la antigua hacienda de Sandoná estuvieron en poder de la Orden de la Inmaculada Concepción, los cuales alcanzaron una extensión de 114 kilómetros cuadrados. Siendo expropiada esta, en 1863, por el Gobierno nacional, al amparo de la Ley de Bienes de Manos Muertas de 1861, emitida por el general Tomás Cipriano de Mosquera, presidente de los Estados Unidos de Colombia, quien años más tarde, el 24 de noviembre de 1866, donó a los indígenas de Sandoná 49 hectáreas para fundar el poblado en el lugar llamado Los Llanos de Sandoná, hoy Sandoná.
Fue creado el 7 de enero de 1867 con el nombre de Distrito de la Libertad. En 1868 recibió el nombre de Distrito de Mosquera. En 1874 Distrito del Rosario.
A partir de 1878, como Distrito de Sandoná con capital Los Llanos de Sandoná y posteriormente tan solo Sandoná.

## División Político-Administrativa
Además de su Cabecera municipal. Sandoná tiene bajo su jurisdicción los siguientes Centros poblados:
- Altamira Cruz de Arada
- Bolívar
- Chávez
- El Ingenio
- El Vergel
- La Loma
- Paraguay
- Roma Chávez
- San Bernardo
- San Fernando
- San Francisco Alto
- San Gabriel
- San Miguel
- Santa Bárbara
- Santa Rosa
- Tambillo

## Economía
Sus pobladores también se dedican a las actividades agrícolas, destacándose productos como la caña de azúcar, con un área aproximada de 3000 hectáreas y unas 1500 hectáreas dedicas al cultivo de café, este último ha tenido un importante desarrollo gracias al excelente sabor, aroma y sanidad; es así como muchos lotes de café de especialidad se venden en mercados internacionales de manera regular.

## Artesanías
Otra actividad importante en la economía de la zona son las artesanías tales como sombreros y accesorios creados con fibras naturales de una planta llamada iraca (Carludovica palmatta) también llamada paja toquilla por el parecido que encontraron los españoles a las Tocas en unos ornamentos usados por los indígenas durante la conquista y elaborados de este material. 
El municipio de Sandoná y sus alrededores es el principal productor Colombiano de sombreros tejidos en Paja Toquilla (Carludovica Palmata), también conocidos como Panamá Hats.
En Sandoná, el arte de tejer sombreros de paja toquilla se ha documentado desde 1847, cuando don Juan Vivanco, un hacendado de origen Ecuatoriano, empezó a impulsar el oficio al llevar a una familia de tejedores desde la ciudad de Manta - Ecuador hacia la región norte de Nariño, en lo que hoy se conoce como La Unión para que enseñaran a los locales el oficio y posteriormente este oficio se popularizó en municipios como Colón Génova, La Florida, Sandoná, Linares y Pasto entre otros. 
La elaboración de estos artículos artesanales en su mayoría se lleva a cabo por las mujeres, quienes realizan esta labor como una tarea adicional a sus actividades de amas de casa. Sus artesanías le han hecho famosa a nivel local, nacional y mundial. Son de tal calidad que en forma de accesorios estuvieron en desfiles de modas en Milán (Italia) en 2005 y actualmente gozan de un amplio reconocimiento y uso en las principales pasarelas nacionales e internacionales.

## Festividades
Sandoná cuenta con sus fiestas patronales a la Virgen del Rosario, pero las fiestas más celebradas se dirigen a la Virgen del Tránsito el 15 de agosto. Estas fiestas paralizan la población por tres días en los cuales se hacen presentaciones musicales al aire libre, actividades artísticas y deportivas. Tiene una iglesia con diseño europeo de estilo Gótico Florido, neogótico según algunos, y construcción de piedra con una belleza reconocida a nivel nacional y cuya construcción fue dirigida por el Maestro José Farinango quien también dirigió la construcción de la iglesia de Catambuco y la del Municipio de Ancuya en el mismo departamento. Sus torres tienen 65 metros de altura. Se construyó a base de aportes económicos populares y con mingas entre 1952 y 1977. En la construcción de las paredes de piedra se utilizó una mina encontrada a pocos kilómetros y cuyas rocas habían sido labradas por los antiguos indígenas con cinco lados perimetrales, el trabajo consistió en dejar cuatro lados.